# Mas Blanc (la Pobla de Mafumet)
El Mas Blanc és un mas situat al municipi de la Pobla de Mafumet, a la comarca catalana del Tarragonès. És del segle xviii o XIX, època a la qual pertany la porta, d'arc escarser. Després va ser transformada tot recordant un castell medieval.